# Zamudio: Perdidos en la noche
Zamudio: Perdidos en la noche è una  miniserie televisiva cilena prodotta dalla Villano Producciones per la TVN e trasmessa dal 29 marzo al 19 aprile 2015.
La serie si basa sul controverso libro Solos en la noche: Zamudio y sus asesinos del giornalista Rodrigo Fluxá, che descrive l'omicidio omofobico di Daniel Zamudio (che è stato picchiato e torturato nel Parque San Borja di Santiago da altri quattro giovani nella notte del 2 marzo 2012, aggressione che ne provocò la morte 25 giorni dopo) non come un evento fortuito, ma come il risultato logico del contesto sociale in cui vivevano sia la vittima che i suoi carnefici. La miniserie è stata adattato da Enrique Videla e diretta da Juan Ignacio Sabatini.

## Cast

### Personaggi principali
- Nicolás Rojas: Daniel Zamudio
- Michael Silva: Ariel Andrade (basato su Alejandro Angulo)
- Ernesto Meléndez: Alejandro "Jano Core" Godoy (basato su Patricio "Pato Core" Ahumada)
- Sebastián Rivera: Ramón Contreras (basato su Raúl López)
- Matías Orrego: Matías Soto (basato su Fabián Mora)

### Personaggi secondari
- Jaime Omeñeca: Fiscal Ernesto Vásquez
- Daniel Muñoz: Iván Zamudio
- Francisca Gavilán: Jacqueline Vera
- Luz Jiménez: Elena Muñoz "La mami"
- Amparo Noguera: Marcela
- Omar Morán: Joaquín
- Giannina Fruttero: Ivania Zamudio
- María Paz Grandjean: Hortensia Zamorano
- Cristián Chaparro: José Luis
- Mauricio Pitta: Señor Godoy
- Armin Felmer: Tomás